# Hans Bartsch von Sigsfeld

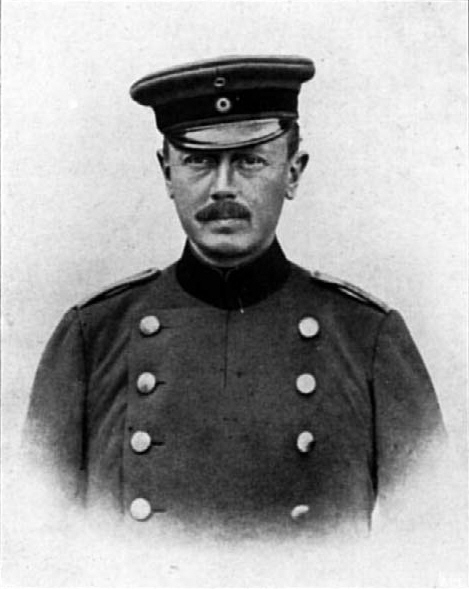
Hans Bartsch von Sigsfeld

Rudolf Max Wilhelm Hans Bartsch von Sigsfeld (* 9. Februar 1861 in Bernburg (Saale); † 1. Februar 1902 in Zwijndrecht, Belgien) war ein deutscher Erfinder und Luftschiffer. Gemeinsam mit August von Parseval entwickelte er den Drachenballon.

## Leben

Drachenballon

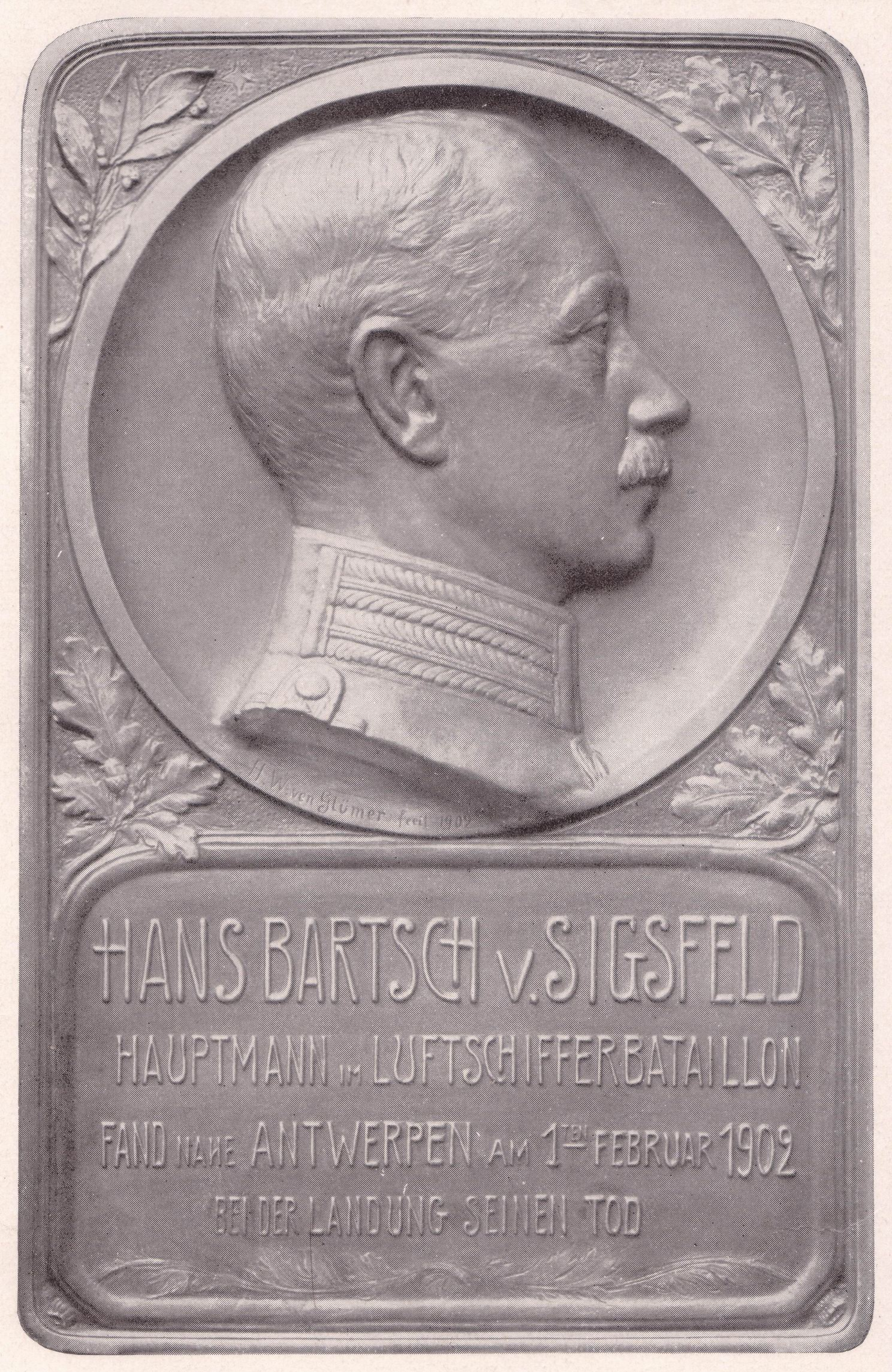
Tafel am Denkmal Hans Weddo von Glümers für Hans Bartsch von Sigsfeld (1902)

Hans Bartsch von Sigsfeld war der Sohn eines anhaltischen Forst- und Hofjägermeisters gleichen Namens (1813–1884). Seine Mutter Amalie (1822–1917) war die Enkeltochter Johann Gottfried Herders. Bartsch von Sigsfeld besuchte das Karls-Gymnasium in Bernburg sowie die Gymnasien in Zerbst und in Greiz, wo er das Abitur ablegte. Anschließend studierte er Ingenieurwissenschaft an der Technischen Hochschule Charlottenburg. 1882 kam er seiner einjährigen Wehrpflicht beim 2. Garde-Ulanen-Regiment nach und blieb danach Reserveoffizier.
Bartsch von Sigsfeld trat 1887 dem Deutschen Verein zur Förderung der Luftschifffahrt bei. Dort lernte er den Meteorologen Richard Aßmann kennen, mit dem er bis 1892 ein Aspirationspsychrometer konstruierte, mit dem es erstmals möglich war, die Temperatur bei Ballonfahrten verlässlich zu messen. Gemeinsam mit dem Meteorologen Victor Kremser testete er 1888 eine frühe Form dieses Instruments bei einem Aufstieg mit seinem auf eigene Kosten erbauten Ballon Herder.
1889 verlegte Sigsfeld seinen Wohnsitz nach Augsburg und München. Er war dort Mitbegründer des Münchener Vereins für Luftschifffahrt. Im Herbst 1889 gründete er mit dem Augsburger Fabrikanten August Riedinger eine Versuchswerkstatt für Aviatik. Ihr Ziel war die Konstruktion eines lenkbaren motorisierten Luftschiffs. Ab 1890 beteiligte sich auch August von Parseval an den Arbeiten. Mit ihm entwickelte Sigsfeld den Drachenballon, einen mit einem Luftsack versehenen langgestreckten Fesselballon, der – im Gegensatz zum gefesselten Kugelballon – vom Wind nicht zu Boden gedrückt, sondern gehoben wird. 1893 ließen sie sich diese Erfindung patentieren und boten sie dem preußischen Militär als Mittel zur Gefechtsfeldaufklärung an. 1897 verließ der erste Drachenballon die Ballonfabrik Riedinger.
Auch aus der Ferne nahm Bartsch von Sigsfeld regen Anteil an den Berliner wissenschaftlichen Luftfahrten, die der Verein zur Förderung der Luftschifffahrt durchführte. Nachdem sich der mit Wasserstoff gefüllte Vereinsballon Humboldt am 26. April 1893 durch eine elektrostatische Entladung entzündet hatte, wurden Ballonhüllen auf seinen Vorschlag mit 10%iger Calciumchloridlösung imprägniert, um sie dauerhaft elektrisch leitfähig zu machen. 1896 kehrte Bartsch von Sigsfeld nach Berlin zurück, gab seinen zivilen Beruf auf und trat in den aktiven militärischen Dienst bei der Luftschiffer-Abteilung in Berlin-Tegel ein. 1897 unternahm er mit dem Filmpionier Oskar Messter eine Fahrt im Ballon Kondor. Dabei entstanden die ersten bewegten Luftbilder von Berlin. Im März 1899 stellte er mit einem Vereinsballon einen deutschen Streckenrekord für Freiballons von 650 Kilometern auf.
Im Sommer 1897 wurde Bartsch von Sigsfeld beauftragt, den Einsatz der von Guglielmo Marconi erfundenen drahtlosen Telegrafie für die militärische Nachrichtenübertragung nutzbar zu machen. In Zusammenarbeit mit Adolf Slaby, der zuvor Experimenten Marconis beigewohnt hatte, konnte schon im Oktober 1897 eine Funkverbindung von Schöneberg nach Rangsdorf aufgebaut werden. Sowohl in Schöneberg als auch im 21 Kilometer entfernten Rangsdorf hatte Bartsch von Sigsfeld Fesselballons aufsteigen lassen, deren Haltekabel gleichzeitig als Sende- bzw. Empfangsantenne dienten. Zu diesem Zeitpunkt war das die weltweit größte per Funk überbrückte Entfernung. Bereits im Frühjahr 1898 wurde die Reichweite auf 60 Kilometer (Berlin – Jüterbog) erhöht. Für den mobilen Einsatz entwickelte Bartsch von Sigsfeld kleine Fesselballons, die gerade ein mehrere hundert Meter langes Kabel tragen konnten. Bei stärkerem Wind sollten nach seinem Konzept Eddy-Drachen eingesetzt werden. Bis 1900 gelang es, die Luftschiffer-Abteilung mit zwei fahrbaren Funkstationen auszustatten, die sich während der Kaisermanöver 1900 bei Stettin bewährten. 1901 rückte ein Detachement unter Bartsch von Sigsfeld mit zwei mobilen Stationen nach Straßburg aus, um weitere Tests in Zusammenarbeit mit Ferdinand Braun durchzuführen.
Von 1897 bis zu seinem Tod 1902 beschäftigte sich Bartsch von Sigsfeld erneut mit der Konstruktion von Luftschiffen. In dieser Zeit war er auch in Friedrichshafen für Ferdinand Graf von Zeppelin tätig. Ab 1900 war er Lehrer an der Militär-Luftschifferschule in Berlin. 1901 wurde er in die erste militärische Kommission zur Prüfung von Konstruktionen lenkbarer Luftschiffe und Flugmaschinen berufen. Bartsch von Sigsfeld verunglückte 1902 mit dem Ballon Berson in der Nähe von Zwijndrecht bei Antwerpen bei einer Sturmlandung auf gefrorenem Boden tödlich, während sein Mitfahrer Franz Linke nur leichte Verletzungen erlitt. Er wurde am 8. Februar 1902 in Ballenstedt bestattet.
Ein Jahr nach seinem Tode wurde am Aufstiegsort des Ballons auf dem Kasernengelände der Luftschiffer-Abteilung in der Berliner Jungfernheide ein Denkmal für Hans Bartsch von Sigsfeld eingeweiht, das der Bildhauer Hans Weddo von Glümer ausgeführt hatte. Nach dem Ersten Weltkrieg wurde es zum Flugverbandshaus des Deutschen Aero Clubs am Landwehrkanal verlegt. Ein Gedenkstein, den die deutsche Gemeinde in Belgien am 6. März 1904 auf dem Borgerweertpolder errichtete, steht heute an der Blancefloerlaan in Antwerpen. Das älteste Luftfahrtdenkmal Belgiens trägt die Inschrift: „In treuer Berufserfüllung fand hier am 1. Februar 1902 seinen Tod Hans Bartsch von Sigsfeld – Hauptmann im Luftschifferbataillon Berlin“.
In Erinnerung an seine Verdienste um die Luftfahrt erhielt 1927 der größte deutsche Gasballon mit einem Volumen von 9.500 m³ den Namen Bartsch von Sigsfeld. Mit diesem wurden bedeutende wissenschaftliche Hochfahrten unternommen. Der Ballon stürzte auf einer am 13. Mai 1934 in Bitterfeld gestarteten Forschungsfahrt ab und strandete führerlos nahe Sebesch in der russischen Oblast Pskow. Dabei gab es zwei Todesopfer.

## Schriften
- Studien über das Ballonmaterial mit besonderer Hinsicht auf das elektrische Verhalten desselben. In: Zeitschrift für Luftfahrt und Physik der Atmosphäre, 1897.